# 田中敬子 (ピアニスト)
田中 敬子（たなか けいこ ）は日本のピアニスト。神戸女子大学教授を経て、兵庫大学教授（2021年に退職）、神戸芸術文化会議、神戸音楽家協会会員。多くのピアノコンクールの審査も務める。2024年12月、急性疾患のため急逝。

## 来歴・人物
3歳よりピアノを始め、伯母である下山田裕子（元武庫川女子大学教授）に指導を受ける。祖父は作曲家の田中銀之助。
16歳から神沢哲郎（元大阪音楽大学教授）に師事する。大阪音楽大学音楽学部ピアノ科卒業。
卒業と同時にウィーンに留学し、フリードリヒ・グルダを育てた名教授ブルーノ・ザイデルホーファーに師事、氏の最後の弟子となる。
4年間の留学を終え、ウィーン・ベーゼンドルファー・ホールでリサイタルの後に帰国。NHK洋楽オーディションに合格、NHK-FMに出演し、モーツァルトのピアノソナタ変ロ長調KV.281を演奏する。
帰国後は同じく海外での音楽留学の経験がある東京芸術大学出身のピアニスト・井内澄子に師事し、様々な新進演奏家のコンサートに出演、音楽誌にも取り上げられる。以後、東京、大阪、神戸を中心にリサイタル、オーケストラとの共演、室内楽などで活躍する。
調性感が非常に強いという田中は、現代の平均律に疑問を持ち、古典調律を勉強する。2006年、兵庫県立美術館において、2台の異なる古典調律がされたピアノでリサイタルを開催。
兵庫教育大学大学院において、和声と感性の関係を研究。作曲家の草野次郎に師事する。2009年3月、博士前期課程修了。
2010年ごろから徐々に目が見えなくなるという不治の難病に侵され、2024年から海外にて長期療養。同年12月、急性疾患のため急逝。

### 賞罰
2002年、神戸市文化奨励賞、ブルーメール賞の両賞を受賞。
2020年、公益社団法人　私立大学情報教育協会主催　ICT利用による教育改善研究発表会にて奨励賞を受賞

## 主な演奏活動
大阪フィルハーモニー交響楽団、関西フィルハーモニー管弦楽団、大阪シンフォニカー、モーツァルト室内管弦楽団、テレマン室内管弦楽団、NHK交響楽団メンバーによるモーツァルトオーケストラ、アルカディア管弦楽団、スロバキア・ゾリスデン、など多くのオーケストラとたびたび共演している。
室内楽ではチェコのヤナーチェク弦楽四重奏団、ターリッヒ弦楽四重奏団、ザルツブルク八重奏団などと数多く共演している。
1992年、ニューヨークの音楽マネージャーのオーディションに合格し、カーネギーホールでリサイタルを行う。その後、ウィーン、スロバキア、ブラジルなど国外でも演奏活動を積極的に行う。
2000年から2003年にかけて計6回にわたり、モーツァルトのピアノソナタ全曲演奏会を開催する。モーツァルトの父（レオポルト）、息子（クサヴァー）の作品も取り入れたプログラミングも注目を集めた。

## 著作
神戸女子大学紀要で「小さな手のためのピアノ演奏法1」「小さな手のためのピアノ演奏法2」を発表。
- 「小さな手のためのピアノ演奏法について」『神戸女子大学文学部紀要』第28巻第2号、1995年3月、201-214頁、ISSN 1341-5913、NAID 40005100064。
- 「小さな手のためのピアノ演奏法について (2)」『________』第30巻、1997年3月、191-203頁、ISSN 1341-5913、NAID 40005100026。
- 『子どもの歌の伴奏法における一考察—感性を育てる伴奏法とは』兵庫教育大学、2009年1月、420-421頁。芸術系(音楽)コース。 修士論文
- 兵庫大学短期大学部研究集録編集委員会（編）「2014年度〜2017年度の保育科の音楽教育改革について (On the Music Education Reform of the Childcare Department from 2014 to 2017)」『兵庫大学短期大学部研究集録』52・53、2018年3月、41-50頁、ISSN 1344-9397、NAID 40021678925。